# Akademie Überlingen

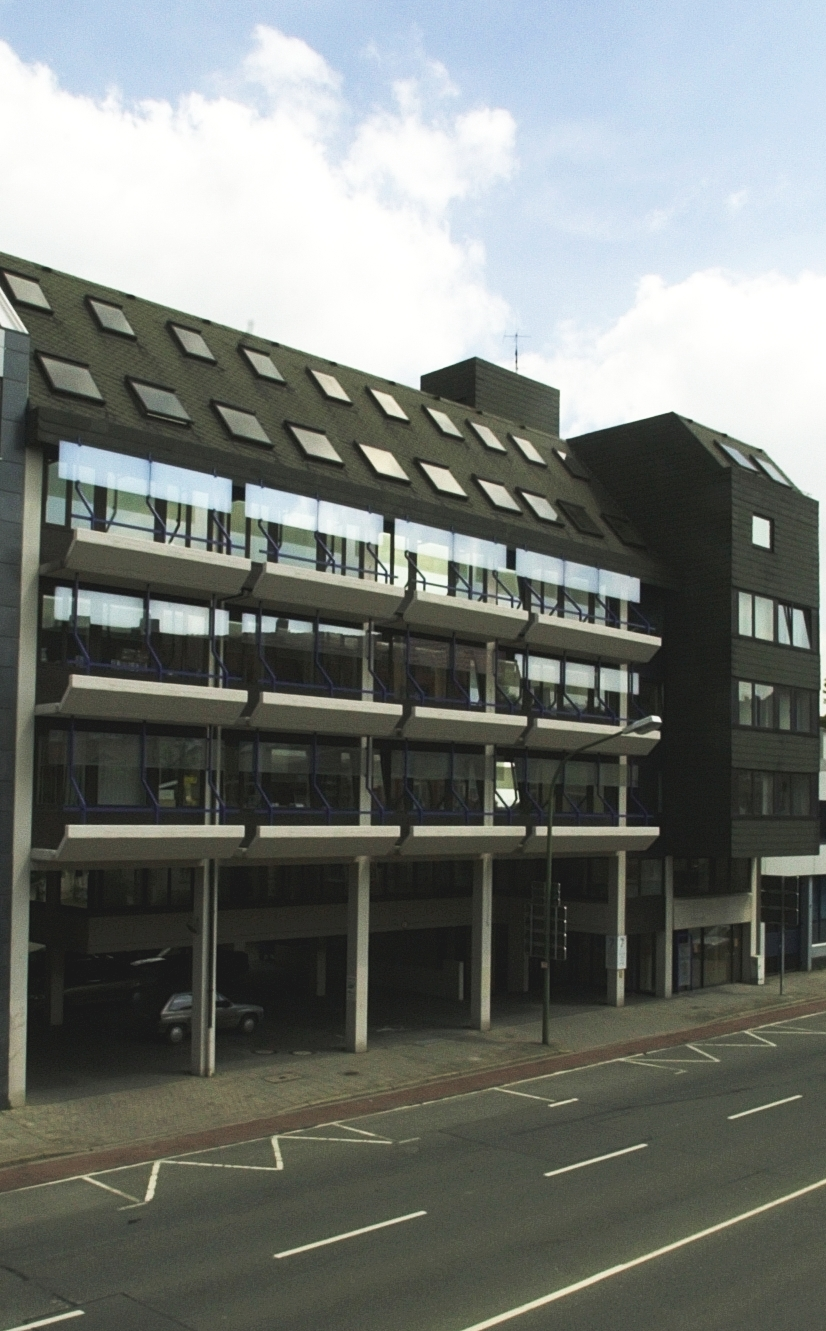
Der Hauptsitz der Akademie Überlingen in Osnabrück

Die Akademie Überlingen ist ein privates Institut für öffentlich geförderte Bildung und Potenzialentfaltung, das seinen Ursprung 1969 in Überlingen am Bodensee hat. Seit 1971 befindet sich der Hauptsitz in Osnabrück. Norbert Glasmeyer gründete das Familienunternehmen. Mittlerweile hat er die Führungsverantwortung an seine beiden Söhne, Matthias Glasmeyer und Johannes-Peter Glasmeyer, weitergereicht.
Mit rund 1000 Mitarbeiterinnen und Mitarbeitern an inzwischen über 100 Standorten ist das Familienunternehmen eine der größten Schulungseinrichtungen in Deutschland.
Schwerpunkte des Aus- und Weiterbildungsangebotes sind die Bereiche Garten- und Landschaftsbau, Lagerlogistik, Gesundheit, Hotellerie/Gastronomie, IT/Grafikdesign, Kaufmännisch, Integration, Berufliche Orientierung und Sprachen. Es bestehen kaufmännische, technische und multimediale Trainingszentren und eigene Hotel- und Gaststättentrainingsbetriebe.
Die Bildungsangebote können online, in Präsenz oder in hybrider Form absolviert werden. Die Akademie Überlingen ist nach AZAV und ISO zertifiziert.